# Ley de Ribot

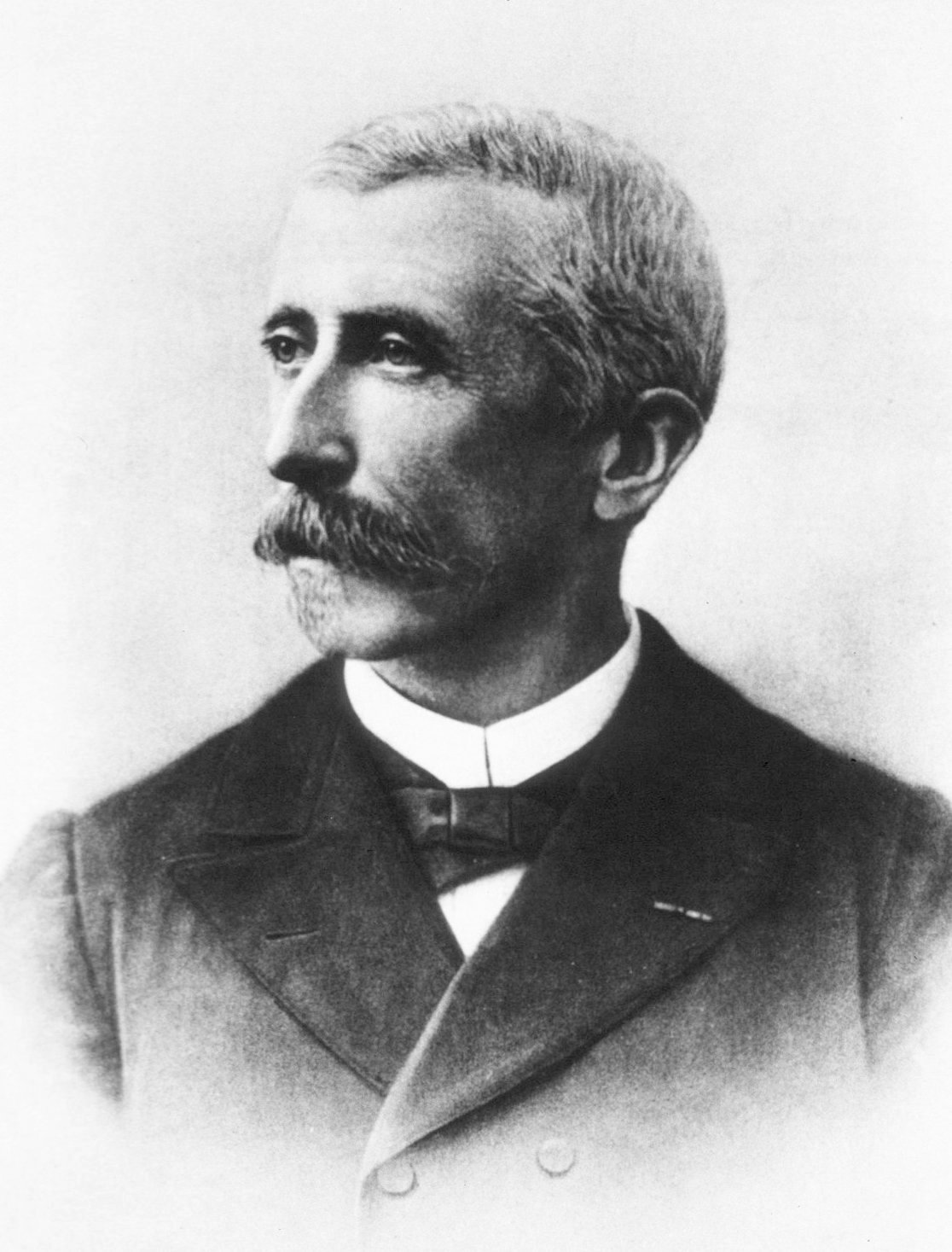
Théodule-Armand Ribot.

La ley de Ribot o gradiente de Ribot sobre la amnesia retrógrada fue propuesta por el psicólogo francés Théodule-Armand Ribot en 1881. En su libro Les Maladies de la Memoire (Las enfermedades de la memoria), Ribot escribió: «Así vemos que la destrucción progresiva de la memoria sigue un orden lógico, una ley. Avanza progresivamente desde lo inestable hasta estable». Es decir, según Ribot, en esa condición la amnesia avanza desde las memorias más recientes hasta las más antiguas.
Ribot partió de la observación de pacientes con demencia senil, quienes tenían memorias claras de su infancia o juventud pero no lograban recordar periodos recientes de su vida. Por esta razón, Ribot consideró que estos pacientes sufrían de amnesia retrógrada con un «gradiente temporal». No obstante, la ley de Ribot es más bien un criterio orientador. Pese a la evidencia en humanos y otros animales que apoya este postulado, existen diversas excepciones y no aplica a todos los pacientes amnésicos.
De acuerdo con Nicolas y Gounden (2011), Ribot observó que existían dos estados naturales de la memoria: «estable» y «frágil» y argumentó que la destrucción progresiva de la memoria comienza con los recuerdos más recientes y finaliza en la memoria innata. Los autores agregan: «entre otros avances de los que se le puede dar crédito [a Ribot] es la aseveración de que existen múltiples sistemas de memoria, una hipótesis anticipada por Franz Joseph Gall» y adaptada por contemporáneos de Ribot, como Charcot y Binet.
La teoría fue popular en su época y se utilizó para explicar desde la afasia en políglotas hasta el retorno gradual de la memoria posterior a una concusión. Por su parte, Peña-Casanova (2007) señaló que históricamente fue Ribot «quien destacó que las memorias se podían reorganizar con el tiempo». Además, según Bechtel (2009), este postulado apoyó la idea de que la memoria necesita experimentar un proceso de consolidación para estabilizarse.
Dudai (2004) indicó que poco después, Burnham (1903) trabajó la idea que Ribot presentó en su ley. En un trabajo que integró hallazgos de psicología experimental y neurología, Burnham afirmó: «Debe existir un tiempo para que se lleven a cabo los procesos de organización y asimilación (de la memoria). Debe existir un tiempo para que la naturaleza haga su parte [...]». Posteriormente, Müller y Pilzecker (1900) utilizaron el término consolidación en una obra en la que propusieron que «el aprendizaje no induce memorias instantáneas y permanentes, sino que se necesita tiempo para que esas memorias se arraiguen (o consoliden)».